# 조수진 (가수)
조수진(1987년 2월 23일 ~ )은 대한민국의 가수이다. 2015년 7월 22일 싱글앨범 '멋진 내 인생'을 발매하면서 트로트 가수로 데뷔했다.

## 프로필
- 출생 : 1987년 2월 23일
- 신체 : 173cm, 54kg, 35-24-35, A형
- 학력 : 상명대학교 유아시니어스포츠학과
- 수상 : 2007년 월드 미스 유니버시티 포이즈상, 2009년 미스코리아 매너상, 2009년 미스코리아 경기 미(美)